# غونزالو ميراندا (دراج)
غونزالو ميراندا (بالإسبانية: Gonzalo Miranda) هو دراج تشيلي، ولد في 6 أكتوبر 1979.

## وصلات خارجية
- غونزالو ميراندا على موقع الاتحاد الدولي للدراجات (الإنجليزية)
- غونزالو ميراندا على موقع أرشيف الدراجات (الإنجليزية)
- غونزالو ميراندا على موقع إحصائيات الدراجات الإحترافية (الإنجليزية)
- غونزالو ميراندا على موقع نسبة الدراجات (الإنجليزية)